# Immortalità (araldica)
Immortalità è un termine utilizzato in araldica per indicare il rogo della fenice.

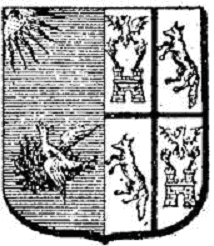
Fenice sulla sua immortalità
Fenice sulla sua immortalità (stemma di Arsoli)
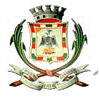
Fenice sulla sua immortalità (Formia)
Dall'immortalità della fenice scaturisce l'Etna (Belpasso)